# Конъюнктива

1 — склера; 2 — сосудистая оболочка; 3 — канал Шлемма; 4 — корень радужки; 5 — роговица; 6 — радужка; 7 — зрачок; 8 — передняя камера глаза; 9 — задняя камера глаза; 10 — цилиарное тело; 11 — хрусталик; 12 — стекловидное тело; 13 — сетчатка; 14 — зрительный нерв; 15 — зонулярные волокна

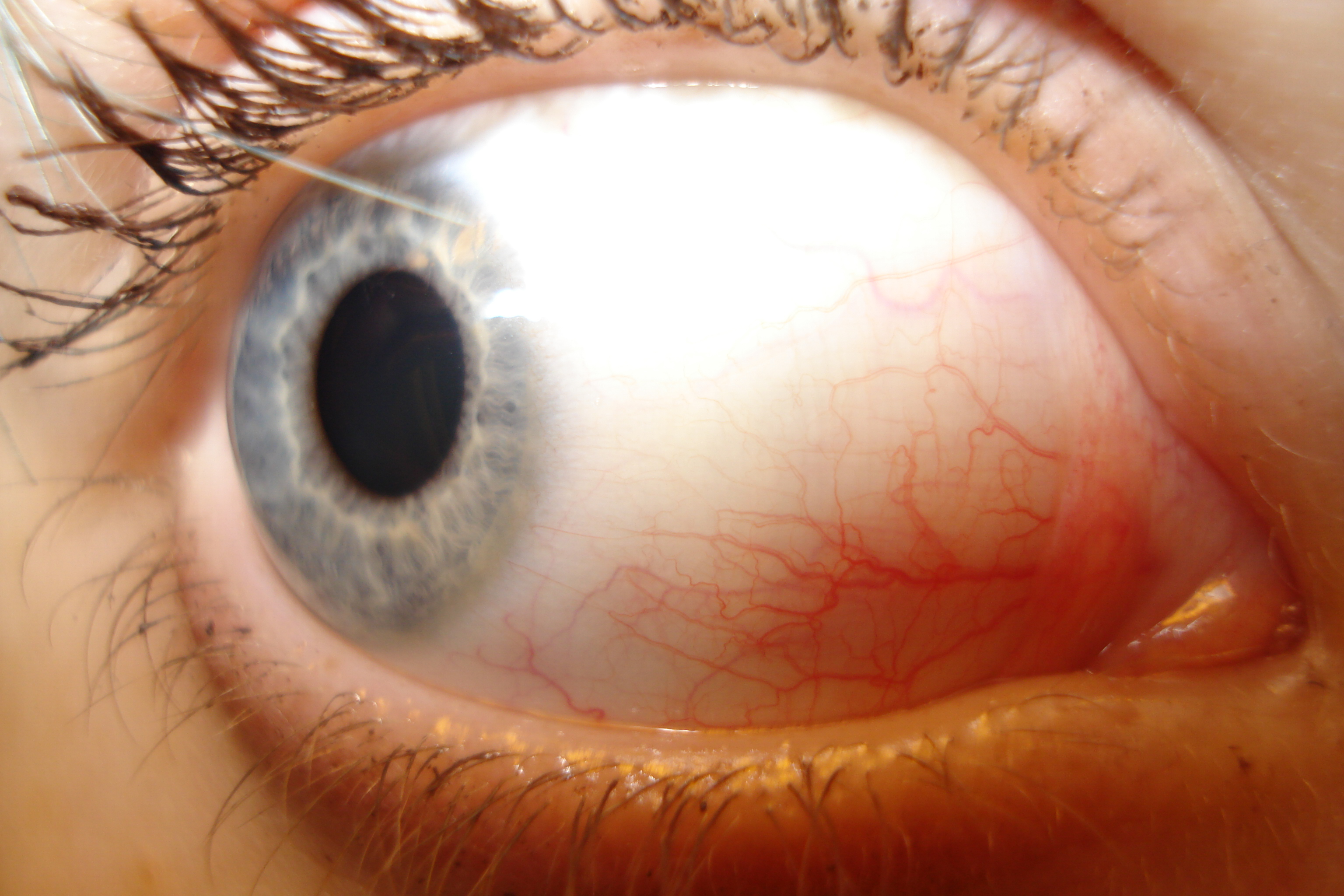
Кровеносные сосуды конъюнктивы

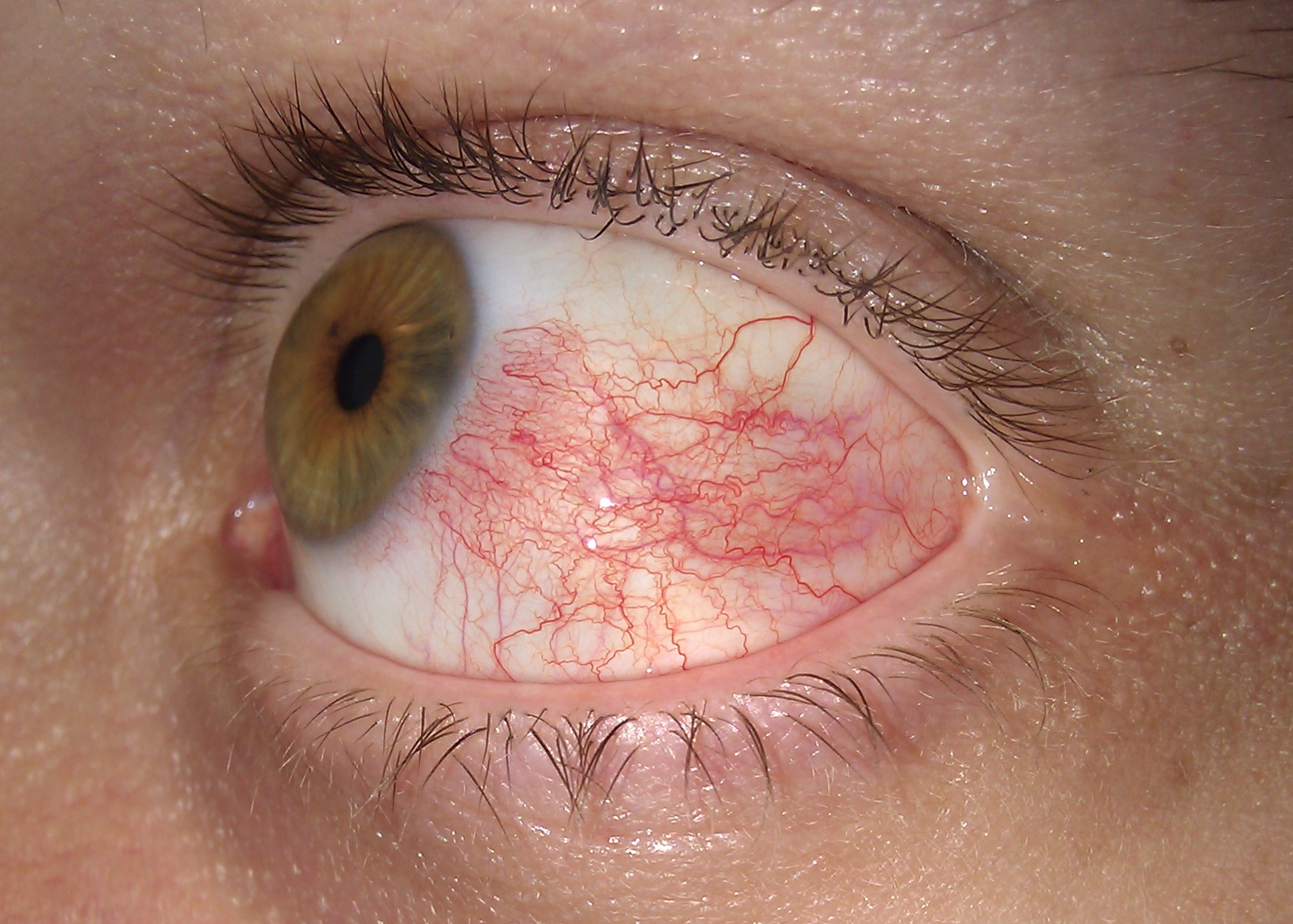
Гиперемия конъюнктивы

Конъюнкти́ва, или соединительная оболочка (лат. tunica conjunctiva) — тонкая прозрачная слизистая оболочка, покрывающая всю заднюю поверхность век и глазное яблоко спереди вплоть до роговицы.
Состоит, в зависимости от локализации, из многослойного плоского неороговевающего эпителия с бокаловидными клетками, многослойного цилиндрического эпителия или многослойного кубического эпителия. Конъюнктива богато кровоснабжается и имеет множество микроскопических сосудов, легко доступных для визуализирующих методов исследования.
По краю век конъюнктива граничит с кожей, на задней поверхности продолжается в эпителий роговицы. Её толщина у человека 0,033—1 мм, площадь конъюнктивы одного глаза 16 см². Конъюнктива содержит небольшие железы (железы Краузе и железы Вальдейера), по структуре и секреторной функции аналогичные слёзной железе. Она также продуцирует слизь, участвует в иммунном ответе и помогает предотвратить проникновение микроорганизмов внутрь глаза.

## Анатомия
Строение: многослойный плоский неороговевающий или многослойный цилиндрический (кубический) эпителий.
Она начинается на краю века (верхнем и нижнем) и переходит в заднюю, прилегающую к глазному яблоку, поверхность века. Эта часть конъюнктивы называется конъюнктивой века (tunica conjunctiva palpebrarum). Конъюнктивальный переход верхнего века действует как мягкое полотенце и распределяет слёзную жидкость при её закрывании по роговице, не повреждая последнюю. В глубине глазной полости конъюнктива меняет своё направление и переходит в переднюю поверхность глазного яблока в направлении роговицы, слабо соединяясь со склерой. Эта часть называется конъюнктивой глазного яблока (tunica conjunctiva bulbi). Конъюнктива век и глазного яблока кровоснабжается из артериальных дуг верхнего и нижнего века и передних ресничных артерий.
Пространство, ограниченное двумя частями конъюнктивы, называется конъюнктивальным мешком (saccus conjunctivae). Его задняя часть в глубине глазной полости называется сводом конъюнктивы (fornix conjunctivae). Различают верхний и нижний своды конъюнктивы в соответствии с верхним и нижним веком.
Конъюнктива у медиального (носового) угла глаза образует дополнительную складку, которая называется полулунной складкой, или третьим веком. У человека она очень маленькая. У некоторых млекопитающих она настолько велика, что может покрывать весь глаз. У рептилий, птиц и акул третье веко прозрачное и может служить в качестве «защитных очков» перед глазом.
В конъюнктиве содержатся дополнительные слёзные железы. С медиального угла глаза конъюнктива утолщена до слёзного мясца (caruncula lacrimalis). Здесь содержатся две слёзные точки (puncta lacrimalia), от которых берут начало два (верхний и нижний) слёзных канальца, проводящих слёзную жидкость в носовую полость через носослёзный канал, который открывается в нижней носовой раковине.
Конечные ветви кровеносных сосудов конъюнктивы в области лимба образуют сеть и участвуют в кровоснабжении роговицы. При воспалении роговицы сосуды из этой сети могут врастать в роговицу, снижая её прозрачность.

## Клиническое значение
Конъюнктива осматривается при всех общих клинических обследованиях. Она тонкая, хорошо кровоснабжается и непигментирована; иногда по состоянию конъюнктивы можно обнаружить некоторые изменения крови. Так, например, при желтухе появляется жёлтое окрашивание слизистой оболочки, а при анемии и шоковых состояниях — бело-фарфоровое.
Воспаление конъюнктивы называется конъюнктивитом. Оно возникает при местном раздражении (например, попадание инородного тела, в роде соринки, или облучении ультрафиолетом) или жизнедеятельности инфекционных возбудителей (бактерии, вирусы), а также при общих инфекционных заболеваниях (например, корь).
Отдельные фолликулы конъюнктивы века при воспалительном процессе могут значительно увеличиваться и повреждать роговицу, словно наждачная бумага, особенно в сочетании со снижением слезопродукции.
У конъюнктивита широкий спектр возможных проявлений — от лёгкого преходящего покраснения до более серьёзных состояний, при которых поражение конъюнктивы и роговицы может вызывать рубцевание, что в некоторых случаях ведет к слепоте.
Конъюнктива может поражаться доброкачественными и злокачественными новообразованиями.
При лептоспирозе, инфекции вызываемой лептоспирой, может поражаться конъюнктива, приводя к её гиперемии без слезотечения, хемозу (отёку, хорошо заметному в углах глаза).
Кровотечение из конъюнктивальных капилляров называется гипосфагмой.
Длительная работа у экранов дисплеев вызывает утомление и может привести к хроническим заболеваниям конъюнктивы.